# Scheune Huntloser Straße 25
Die Scheune Huntloser Straße 25 im nordöstlichen Ortsteil Dötlingen-Ohe stammt aus dem 19. Jahrhundert.
Aktuell (2023) wird sie als Wohnhaus genutzt.
Das Gebäude steht unter Denkmalschutz (siehe auch Liste der Baudenkmale in Dötlingen).

## Beschreibung
Das eingeschossige Gebäude unter hohem Baumbestand in Fachwerk mit winddurchlässigen Flechtwerkausfachungen, Satteldach, ostseitigem Anbau mit Pultdach und nordseitigem Anbau mit Schleppdach, wurde 1833 (Inschrift) gebaut.
Das Landesdenkmalamt befand: „… geschichtliche Bedeutung … als beispielhafte Ausprägung einer Scheune aus der 1. Hälfte des 19. Jhs. …“